# Alina Dumitru
Alina Alexandra Dumitru (Ploiești, 1982. augusztus 30. –) olimpiai bajnok román cselgáncsozó.

## Pályafutása
Részt vett a 2008-as pekingi olimpián, ahol egy magyar, egy koreai, egy japán és egy kubai versenyzőt magas fölénnyel győzött le, így a 48 kilogrammos női kategóriában aranyérmes lett.